# Idrossilammina ossidoreduttasi
La idrossilammina ossidoreduttasi è un enzima appartenente alla classe delle ossidoreduttasi, che catalizza la seguente reazione:
idrossilammina + NH3 ⇄ idrazina + H2O
idrazina + accettore ⇄ N2 + accettore ridotto
L'enzima può essere inibito da fosfato, ossigeno ed alte concentrazioni di nitrato. Esso è anche in grado di ridurre NO a N2O. Il cianuro ferrico, il metosolfato di fenazina ed il bromuro di metiltiazoltetrazolio possono essere accettori.